# Gentiana albomarginata
Gentiana albomarginata är en gentianaväxtart som beskrevs av Cecil Victor Boley Marquand. Gentiana albomarginata ingår i släktet gentianor, och familjen gentianaväxter. Inga underarter finns listade i Catalogue of Life.